# Bryophilacris
Bryophilacris is een geslacht van rechtvleugeligen uit de familie veldsprinkhanen (Acrididae). De wetenschappelijke naam van dit geslacht is voor het eerst geldig gepubliceerd in 1976 door Descamps.

## Soorten
Het geslacht Bryophilacris omvat de volgende soorten:
- Bryophilacris cryptica Amédégnato, 1985
- Bryophilacris muscicolor Descamps, 1976